# 中华人民共和国第八机械工业总局
第八机械工业总局是的中华人民共和国国务院曾经设立的国务院直属机构。
1975年7月，国务院、中央军委发出通知，成立负责战术导弹工业的第八机械工业总局。
1979年7月24日，国务院、中央军委决定第八机械工业总局改为国家第八机械工业部。

## 领导
1. 中共第八机械工业总局核心小组组长刘星（1976年2月-1976年8月)（清华大学工学院机械系肆业，从新疆维吾尔自治区委书记、自治区革委会副主任调任）
2. 局长、局党组书记刘秉彦（1976.8-1979.7）[1]（北京大学理学院数学系肆业，从第七机械工业部副部长调任）

## 机构设置
- 政治部
- 办公室
- 计划组
- 生产组
- 质量检查组
- 型号发展组
- 物资组
- 基本建设组
- 政策研究室  主任刘正威